# CSI Twente
CSI Twente (Concours de Saut International Twente) was een concours hippique dat in het Overijsselse Geesteren werd gehouden.
Dit jaarlijks evenement trok zo'n 50.000 bezoekers en er deden 750 internationale stallen mee. Vanaf 1975 beschikte dit evenement over een internationale status. Het terrein op het Erve Maathuis is ongeveer vier voetbalvelden groot.
Op 14 januari 2025 maakte de organisatie van CSI Twente bekend dat de vijftigste editie in 2024 de laatste is geweest. Erve Maathuis zal een andere bestemming krijgen, waaronder een deel woningbouw.